# Masayoshi Kan
Masayoshi Kan (簡 優好, Kan Masayoshi, né le 25 février 1972 à Chiba) est un athlète japonais, spécialiste du 400 mètres.

## Biographie
Il remporte la médaille de bronze du relais 4 × 400 m lors des Championnats du monde en salle 1993, à Toronto, en compagnie de Seiji Inagaki, Yoshihiko Saito et Hiroyuki Hayashi. L'équipe du Japon, qui établit le temps de 3 min 07 s 30, est devancée par les États-Unis et Trinité-et-Tobago.
Il obtient une nouvelle médaille de bronze lors de l'édition suivante, en 1995 à Barcelone, associé à Seiji Inagaki, Tomonari Ono et Hiroyuki Hayashi. 
En 1998, à Fukuoka, Masayoshi Kan devient vice champion d'Asie du 400 m en 45 s 64, devancé par le Srilankais Sugath Tillakaratne.

### Palmarès
| Date | Compétition                    | Lieu      | Résultat | Épreuve   |
| ---- | ------------------------------ | --------- | -------- | --------- |
| 1993 | Championnats du monde en salle | Toronto   | 3e       | 4 × 400 m |
| 1995 | Championnats du monde en salle | Barcelone | 3e       | 4 × 400 m |
| 1997 | Championnats du monde en salle | Paris     | 6e       | 4 × 400 m |
| 1998 | Championnats d'Asie            | Fukuoka   | 2e       | 400 m     |
| 1998 | Jeux asiatiques                | Bangkok   | 1er      | 4 × 400 m |
| 1999 | Championnats du monde en salle | Maebashi  | 5e       | 4 × 400 m |

### Records
| Épreuve | Épreuve   | Performance | Lieu    | Date         |
| ------- | --------- | ----------- | ------- | ------------ |
| 400 m   | Plein air | 45 s 33     | Osaka   | 8 mai 1998   |
| 400 m   | Salle     | 47 s 16     | Toronto | 12 mars 1993 |